# Мочалов, Сергей Павлович
Мочалов Сергей Павлович (род. 12 марта 1955) — российский учёный, педагог, ректор Сибирского государственного индустриального университета с 24 июля 2008 года по 23 июля 2013 года.

## Биография
Родился в посёлке Темиртау Кемеровской области. В 1972 году окончил среднюю школу № 24 в посёлке Каз. В 1972 году поступил в Сибирский металлургический институт, в 1977 году с отличием окончил его по специальности «Автоматизация металлургического производства».
В 1981 году окончил аспирантуру и защитил кандидатскую диссертацию по теме «Исследование динамических закономерностей и оптимизация технологических режимов конвертерной плавки на основе моделей-имитаторов и тренажёров». Защитил докторскую диссертацию «Оптимизация технологий получения металла в струйно-эмульсионных системах на основе принципов самоорганизации» в 1998 году.
С 1981 по 1983 год работал ассистентом, а с 1983 по 1993 год доцентом кафедры математического обеспечения и применения ЭВМ в металлургии.
С 1993 по 2003 год — профессор кафедры математического обеспечения и применения ЭВМ в металлургии
С 1998 года — заместитель заведующего кафедрой информационных технологий в металлургии, руководитель учебно-методической секции «Информационные системы и технологии» по специализации «Прикладное математическое и программное обеспечение».
В 1999 году избран членом-корреспондентом СО РАН ВШ, в 2003 году — действительным членом Международной академии наук высшей школы, в 2012 году — действительным членом Российской академии естественных наук.
С 1 сентября 2003 года по 23 июля 2008 года являлся проректором СибГИУ по информатизации. В этот период созданы Управление информатизации (2004 год) и факультет информационных технологий (2006 год). Осуществлена разработка концепции и проекты по развитию университета в области информационных технологий, разработаны и реализованы основные системные решения по программному, алгоритмическому и техническому обеспечению и созданию корпоративной информационной системы СибГИУ.
С 24 июля 2008 года по 23 июля 2013 года — ректор СибГИУ. В этот период проведены структурные преобразования университета, открыт ряд новых специальностей и направлений подготовки, расширен спектр научных исследований, созданы новые научные и учебные лаборатории.
С 2014 года — генеральный директор научно-инжинирингового центра «Системный интегратор технологий» (НИЦ «СИСТЕМ — ИНТЕГРАТЕХ»).
С 2018 года — директор по науке и инновациям ООО «Энергия Холдинг».

## Научная деятельность
Опубликовал 450 научных и учебно-методических работ, в том числе более 350 научных работ, более 40 учебно-методических изданий, 28 российских и зарубежных патентов на изобретения.
Сфера научных интересов: математическое моделирование и оптимизация технологических процессов, созданию прикладных информационных и инструментальных систем, новых энерготехнологических процессов и комплексов на принципах самоорганизации.
Руководил аспирантурой по специальностям «Математическое моделирование, численные методы и комплексы программ», «Металлургия чёрных, цветных и редких металлов», «Автоматизация и управление технологическими процессами и производствами (промышленность)»
В качестве руководителя и консультанта подготовил доктора наук и 10 кандидатов наук.
Выполнял научно-исследовательские работы по проблемам создания тренажёров, автоматизированных обучающе-тренирующих компьютерных дидактических систем, электронных учебно-методических комплексов и систем на базе интерактивных и мультимедийных технологий; оптимизации существующих технологий и созданию принципиально новых непрерывных металлургических процессов и агрегатов, энергогенерирующих и энерготехнологических комплексов; разработки прикладных исследовательских и инструментальных систем математического моделирования; создания корпоративной информационной системы управления и информационно-образовательной среды технического университета.
Является автором концепции «Создание автоматизированных энерготехнологических комплексов модульного типа по переработке природного сырья и техногенных отходов», соавтором патента на энерготехнологический комплекс по переработке шламов обогащения угля и железной руды (патент РФ № 2015129969).
В 2015—2016 годах в рамках развития инновационного территориального кластера Кемеровской области «Комплексная переработка угля и техногенных отходов» руководил проектом разработки и создания пилотной установки энерготехнологического комплекса модульного типа для отладки технологий первой стадии переработки отходов горно-обогатительных и металлургических производств.
В феврале 2019 года стал победителем конкурса фонда Сколково «Startup Tour», проходившего в Кемерово, за проект «Создание эффективных производств переработки природного сырья и техногенных отходов на базе автоматизированных энерготехнологических комплексов модульного типа» в треке индустриальных и энергетических технологий. Стал обладателем специального приза по итогам конкурса среди обладателей первых мест трёх треков основной конкурсной программы.

## Награды и звания
- знак «Почётный работник высшего профессионального образования Российской Федерации» (2000)[7];
- медаль «За особый вклад в развитие Кузбасса» III степени (2003);
- звание «Почётный металлург» (2005)[8];
- почётное звание «Заслуженный работник высшей школы РФ» (2006);
- медаль «За служение Кузбассу» (2008);
- лауреат Всероссийского проекта «Эффективное управление кадрами» (2010);
- знак «За личный вклад в реализацию национальных проектов в Кузбассе» (2011);
- почётный знак Золотой знак «Кузбасс» (2012);
- медаль «70 лет Кемеровской области» (2013);
- почётный знак «Золотой знак „Новокузнецк“» (2017).